# Българка (Украйна)
Вижте пояснителната страница за други значения на Българка.
Българка (на украински: Болгарка, на руски: Болгарка) е село в Украйна, разположено в Приморски район, Запорожка област. През 2001 година населението му е 1128 души.
Селото е основано през 1862 година от български преселници от преминалата на румънска територия част от Южна Бесарабия. През следващите години селото става голям производител на вино и регионален център на търговията с него.

## Личности
- Владимир Киосев (1919 – 2006), български и съветски железничар, герой на социалистическия труд на СССР и заслужил работник на народната икономика на Карелската ССР.